# Yann Wehrling

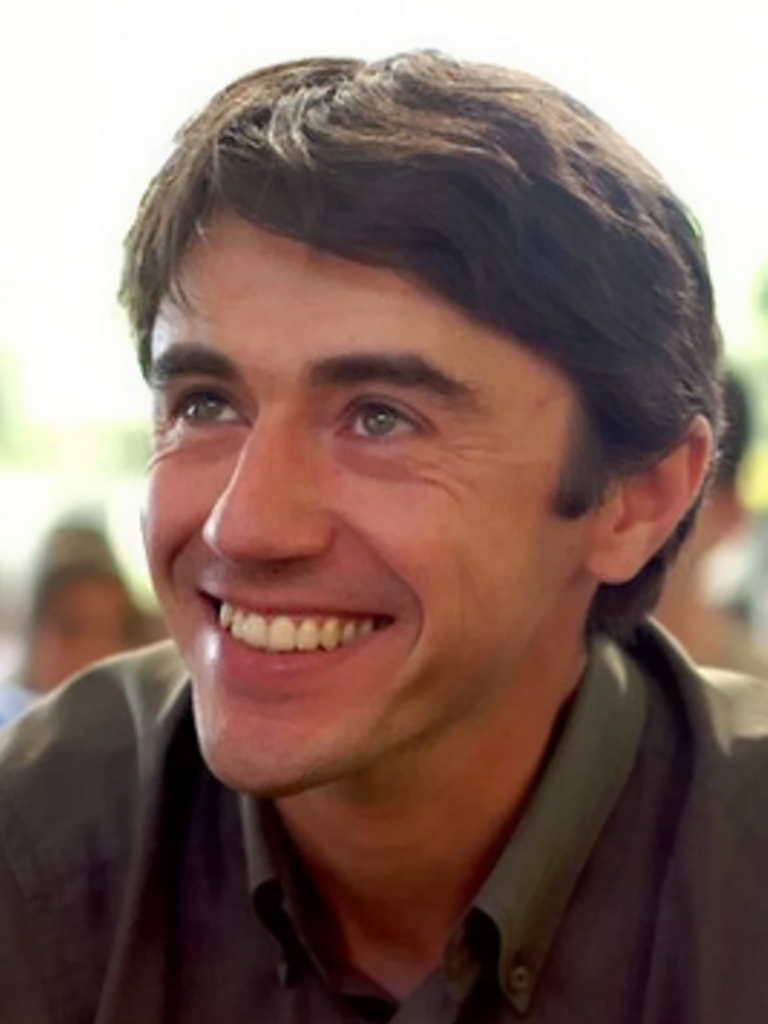
Yann Wehrling (2010)

Yann Wehrling (* 3. Juli 1971 in Straßburg) ist ein französischer Illustrator sowie Politiker. Er ist seit 2021 Vizepräsident des Regionalrats der Île-de-France und seit 2022 Vorsitzender der von ihm gegründeten Partei Écologie Positive. Zuvor war er 2005–2006 nationaler Sekretär der Partei Les Verts, 2017–2018 Generalsekretär des Mouvement démocrate (MoDem) und von 2018 bis 2021 Sonderbotschafter Frankreichs für die Umwelt.

## Leben
Yann Wehrling studierte Bildende Kunst an der Université Marc Bloch in Straßburg und schloss 1994 mit dem Bachelor of Arts ab. Er arbeitet als freischaffender Illustrator für mehrere Fernsehanstalten, wie für den deutsch-französischen Gemeinschaftssender ARTE und den irischen Fernsehsender TnaG (heute TG4), und illustrierte zahlreiche Bücher für verschiedene Buchverlage, wie unter anderem auch für den deutschen Elatus Verlag.

## Politik
1988 schloss Wehrling sich der französischen Naturschutzbewegung France nature environnement (FNE) an und wurde außerdem Mitglied der damaligen ökologischen französischen Partei Les Verts (Die Grünen). Fortan engagierte er sich in verschiedenen Gremien der FNE und bei anderen Umweltschutzorganisationen sowie bei Les Verts in verschiedenen Parteiämtern, Kommissionen und Gremien. Er war unter anderem Pressesprecher sowie von 2005 bis November 2006 Parteivorsitzender (französisch Secrétaire national) der Les Verts. Öffentliche Aufmerksamkeit erregte 2005 eine verbotene Schwimmaktion in der Seine nahe dem Pariser Louvre; durch die Aktion wollten Wehrling und drei weitere Parteimitglieder die „anhaltend schlechte Wasserqualität des Flusses kritisieren“ und gleichzeitig Präsident Jacques Chirac an ein nicht eingelöstes Versprechen von 1988 zur Verbesserung der Wasserqualität der Seine „erinnern“.
Ende 2007 trat er in die zentristische Partei Mouvement démocrate (MoDem; deutsch Demokratische Bewegung) ein, was seinen Ausschluss bei Les Verts zur Folge hatte. Bei der Regionalwahl im Elsass 2010 war Wehrling Spitzenkandidat des MoDem, das jedoch nur 4,4 Prozent der Stimmen erhielt und nicht in den Regionalrat einzog. Ab September 2010 war Wehrling nationaler Parteisprecher der MoDem. Bei der Pariser Kommunalwahl trat er auf der von Nathalie Kosciusko-Morizet geführten Mitte-rechts-Liste (UMP, MoDem und UDI) an und wurde als Vertreter des 15. Arrondissement in den Stadtrat gewählt. 
Bei der Regionalwahl im Dezember 2015 wurde er ebenfalls über eine gemeinsame Mitte-rechts-Liste von Les Républicains (Nachfolgepartei der UMP), UDI und MoDem (geführt von Valérie Pécresse) in den Regionalrat der Île-de-France gewählt. Dort führte er anschließend die 13 Vertreter umfassende MoDem-Fraktion. Als Nachfolger Marc Fesneaus wurde er im September 2017 Generalsekretär des MoDem. Dieses Amt hatte er bis Dezember 2018 inne, als ihn die Regierung von Emmanuel Macron zum Sonderbotschafter für die Umwelt ernannte. 
Bei der Regionalwahl in der Île-de-France 2021 unterstützte Wehrling erneut die bisherige Regionalpräsidentin Valérie Pécresse, während seine Partei MoDem und Macrons La République en Marche eine eigene Liste mit Laurent Saint-Martin als Spitzenkandidaten aufstellte. Daraufhin entließ ihn Macron als Umweltbotschafter. Stattdessen ernannte ihn Pécresse nach ihrer Wiederwahl als Präsidentin des Regionalrats zu einem ihrer Stellvertreter. In der Regionalregierung der Île-de-France ist er seither für ökologischen Wandel, Klima und Biodiversität zuständig. Nach seinem Austritt aus MoDem gründete Wehrling im Oktober 2022 die Partei Écologie Positive.

## Werke (Auswahl)
Als Autor:

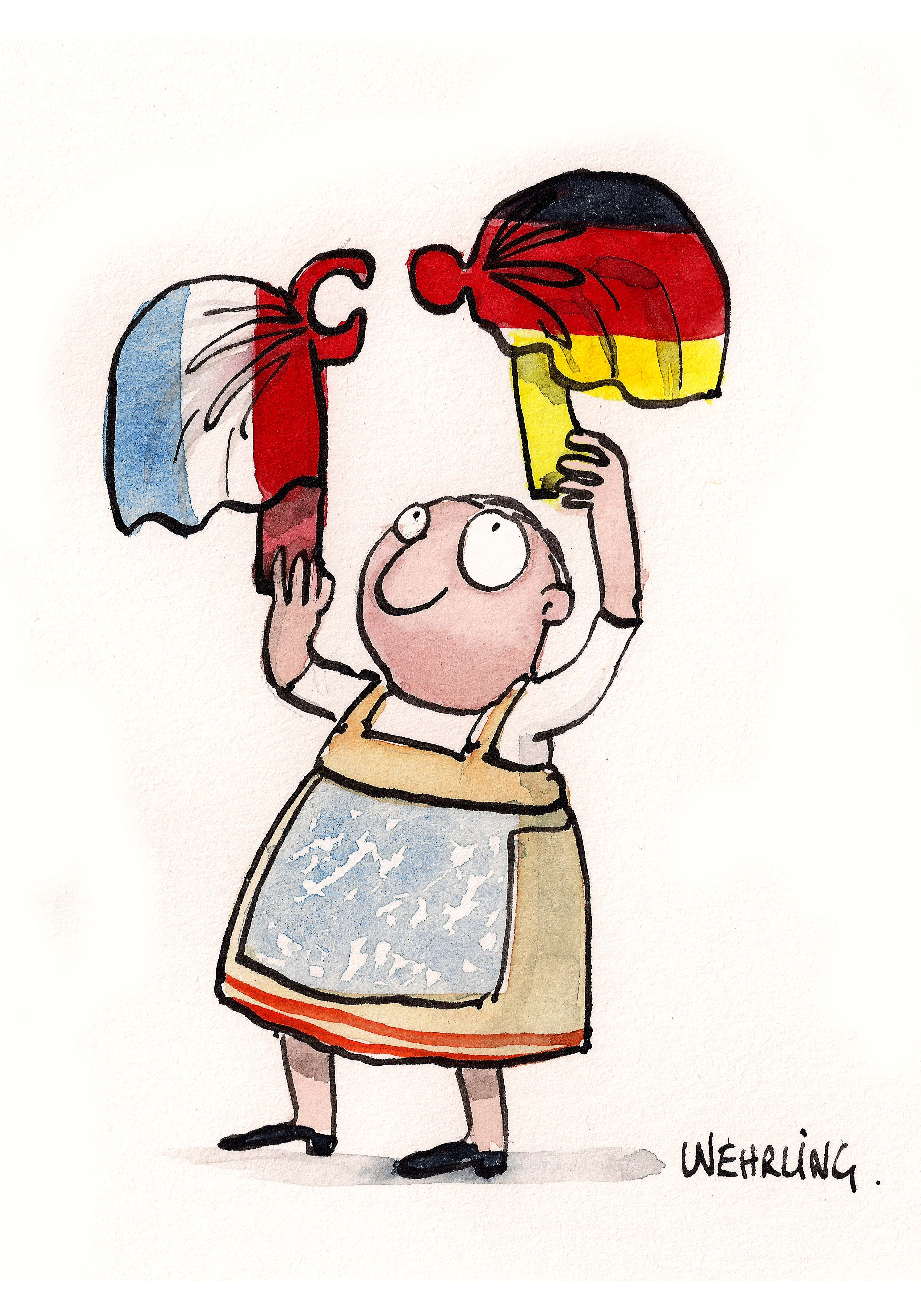
Yann Wehrling: transfrontalier2 (2010), Illustration zum Thema „deutsch-französische Beziehungen“

- La France à l’en-vert. L’Archipel, Paris 2006, ISBN 2-84187-886-4 (französisch).

Als Illustrator:
- Huguette Dreikaus (Verf.): Petit traité d’anthropophagie politique. La Nuée Bleue, Straßburg 2009, ISBN 978-2-7165-0738-7 (französisch).
- Louis-Marie Houdebine (Verf.): Etre vivant: quelle aventure! Editions le Pommier, Paris 2005, ISBN 2-7465-0230-5 (französisch).
- Patrick Denieul (Verf.): Ciel mon mari est muté en Bretagne! Manuel de savoir-vivre à la mode de Bretagne. Le Télégramme, Brest 2003, ISBN 2-914552-97-1 (französisch).
- Anne de La Roche-Saint-André, Brigitte Ventrillon, Sophie Dieuaide (Verf.): On a trouvé un chien. Les droits des animaux. Éd. Autrement, Paris 2001, ISBN 2-7467-0053-0 (französisch).
- Laurence Winter (Verf.): Ciel! Mon mari est muté en Alsace … Petit manuel de comportement à l’usage des nouveaux arrivants pour leur éviter impairs et déconvenues. La Nuée Bleue, Straßburg 2000, ISBN 2-7165-0512-8 (französisch).
- Heidrun Redecke (Bearb.): Sprachkürze gibt Denkweite. Sinnsprüche und Gedankensplitter. Elatus Verlag, Kaltenkirchen 1998, ISBN 3-931985-02-4.
- Joseph Freiherr von Eichendorff (Verf.): Aus dem Leben eines Taugenichts. Elatus Verlag, Kaltenkirchen 1997, ISBN 3-931985-51-2 (Elatus Klassik).
- Johann Wolfgang von Goethe (Verf.): Reineke Fuchs. Ein Tierepos in zwölf Gesängen. Elatus Verlag, Kaltenkirchen 1997, ISBN 3-931985-52-0 (Elatus Klassik).
- Jacob und Wilhelm Grimm (Verf.); Heidrun Redecke (Bearb.): Der Fischer und seine Frau. Elatus Verlag, Kaltenkirchen 1997, ISBN 3-931985-07-5.
- Oscar Wilde (Verf.): Der glückliche Prinz. Elatus Verlag, Kaltenkirchen 1997, ISBN 3-931985-10-5; englischsprachige Ausgabe: The happy prince. 1997, ISBN 3-931985-33-4.
- Theodor Storm (Verf.): Der kleine Häwelmann. Elatus Verlag, Kaltenkirchen 1996, ISBN 3-931985-06-7.